# Nordazepam
Nordazepamul (denumit și nordiazepam sau desmetildiazepam) este un medicament din clasa 1,4-benzodiazepinelor, fiind utilizat în tratamentul anxietății. Calea de administrare disponibilă este cea orală. Prezintă efecte anxiolitice, hipnotice și sedative, anticonvulsivante și miorelaxante.

## Utilizări medicale
Nordazepamul este utilizat în tratamentul de scurtă durată al anxietății și în tratamentul sindromului de abstinență la alcool.

## Farmacologie
Ca toate benzodiazepinele, nordazepamul acționează ca modulator alosteric pozitiv al receptorului de tip A pentru acidul gama-aminobutiric (R GABAA), reducând excitabilitatea neuronilor.
De asemenea, este metabolitul activ al multor benzodiazepine utilizate: diazepam, clordiazepoxid, clorazepat, prazepam, pinazepam și medazepam.